# Odry (nádraží)
Odry jsou dopravna D3 (někdejší železniční stanice), která leží na ulici Nádražní ve městě Odry v okrese Nový Jičín v Moravskoslezském kraji na jednokolejné železniční trati Suchdol nad Odrou – Budišov nad Budišovkou. Ze stanice odbočuje vlečka do firmy Semperflex Optimit.

## Popis
Nacházejí se zde 4 koleje se dvěma hranovými nástupišti.[zdroj?]

## Současný provoz osobní dopravy
Stanice je zapojená do systému ODIS jako zóna č. 80. Stanici obsluhují vlaky linek S 33 (na trase Suchdol nad Odrou - Odry - Vítkov - Budišov nad Budišovkou) ve špičce v hodinovém intervalu a mimo špičku ve dvouhodinovém intervalu.[zdroj?]

## Cestující
Stanice zajišťuje odbavení cestujících. Přístup na stanici je od ulice Nádražní bezbariérový ovšem na nástupiště je přístup bariérový. 
Cestujícím jsou ve stanici poskytovány následující služby: mezinárodní a vnitrostátní pokladní přepážka, platba v eurech a kartou, bezbarierové WC a prostory pro cestující.[zdroj?]

## Fotogalerie

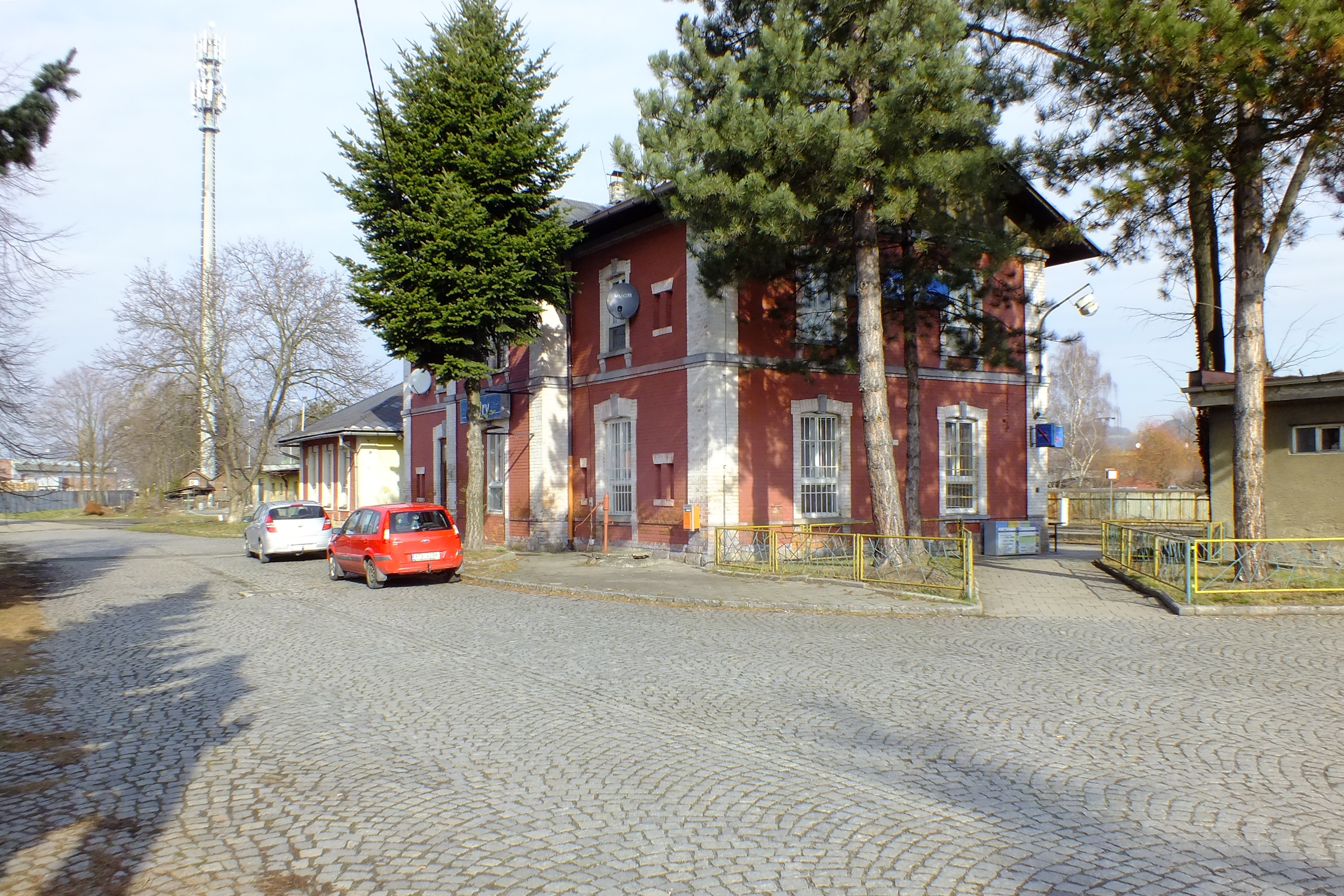
Nádražní budova z ulice
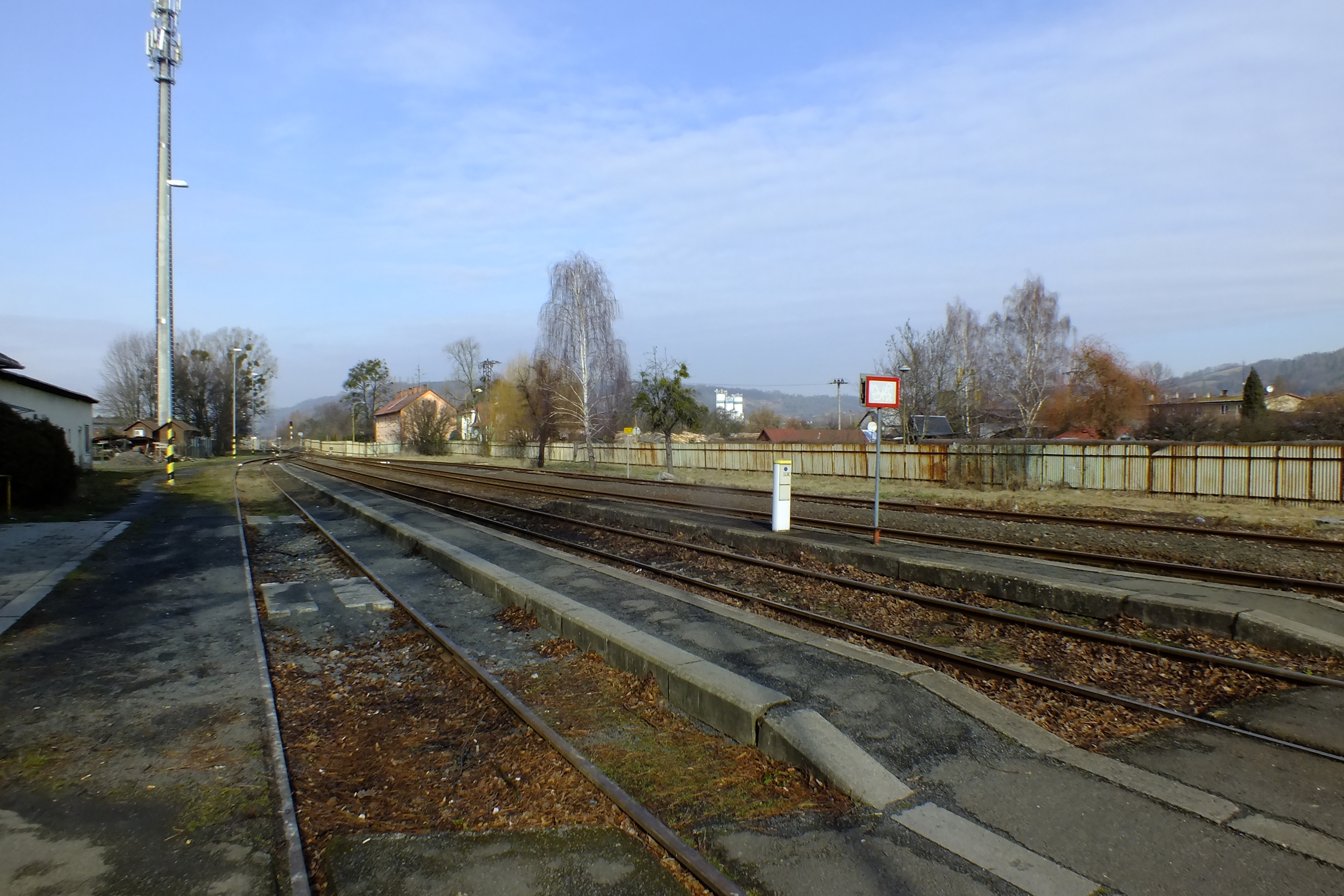
Kolejiště